# Syn Rambow
Syn Rambow (ang. Son of Rambow) – francusko-brytyjsko-niemiecki film familijny z 2007 roku oparty na scenariuszu i reżyserii Gartha Jenningsa.
Premiera filmu miała miejsce 22 stycznia 2007 roku podczas Festiwalu Filmowego w Sundance.

## Opis fabuły
Will (Bill Milner) urodził się w rodzinie należącej do konserwatywnego nurtu religii protestanckiej. Członkowie wyznania mają zakaz oglądania telewizji. Pewnego dnia chłopiec i jego kolega Lee oglądają fragment filmu „Rambo: Pierwsza krew”. Zachwyceni koledzy chcą nakręcić jego amatorską wersję.

## Obsada
- Bill Milner – Will Proudfoot
- Will Poulter – Lee Carter
- Neil Dudgeon – brat Joshua
- Adam Godley – Brethren Leader
- Jessica Hynes – Mary Proudfoot
- Anna Wing – babcia
- Charlie Thrift – Duncan Miller
- Zofia Brooks – Tina
- Tallulah Evans – Jess Proudfoot
- Jules Sitruk – Didier Revol
- Ed Westwick – Lawrence Carter